# Камарупа
26° пн. ш. 91° сх. д. / 26° пн. ш. 91° сх. д.

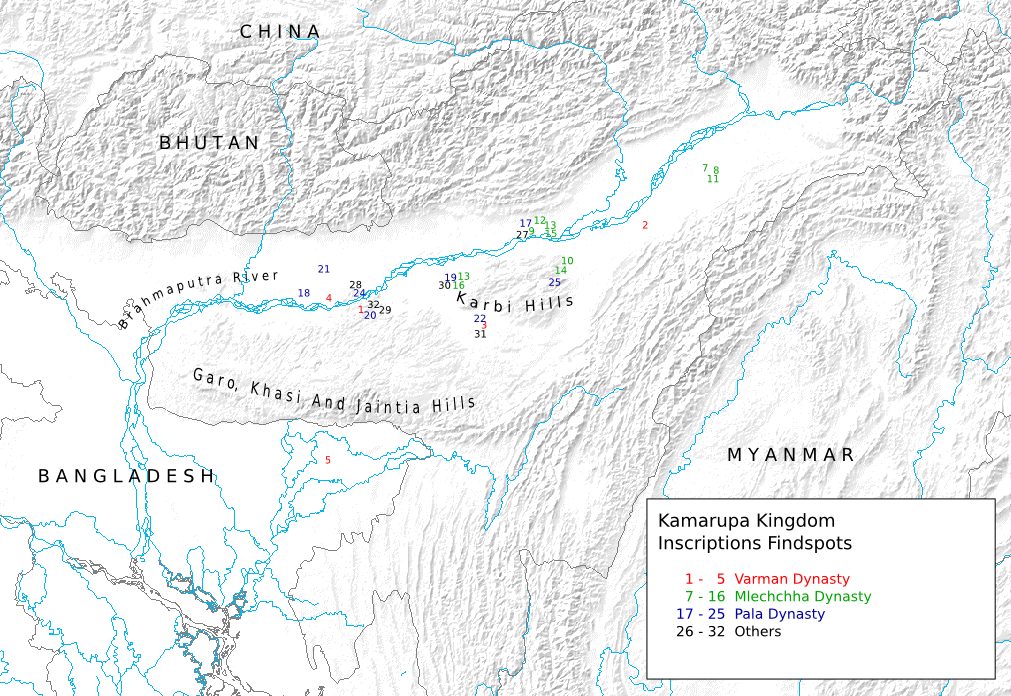
Місця виявлення написів, що свідчать про царство Камарупа та дозволяють оцінити його розташування

Камарупа або Прагджьотіша — перше царство на території Ассаму, про яке існують історичні свідчення. Воно існувало у період від IV до XII століття. Столицями були міста, що відповідають сучасним Ґувахаті й Тезпуру. Територія держави поширювалась на долину річки Брахмапутра, північну Бенгалію та частково Бангладеш, виходячи до Індійського океану.
Після XII століття царство припинило своє існування, але назва території продовжувала використовуватись у хроніках.
На монетах Ала ад-дін Хусайн-шаха XV століття район називався «Камру». Держава Агом XVI століття вважала себе наступницею царства Камарупа.
Дотепер округ Камруп іменується за назвою царства Камарупи.

## Першоджерела

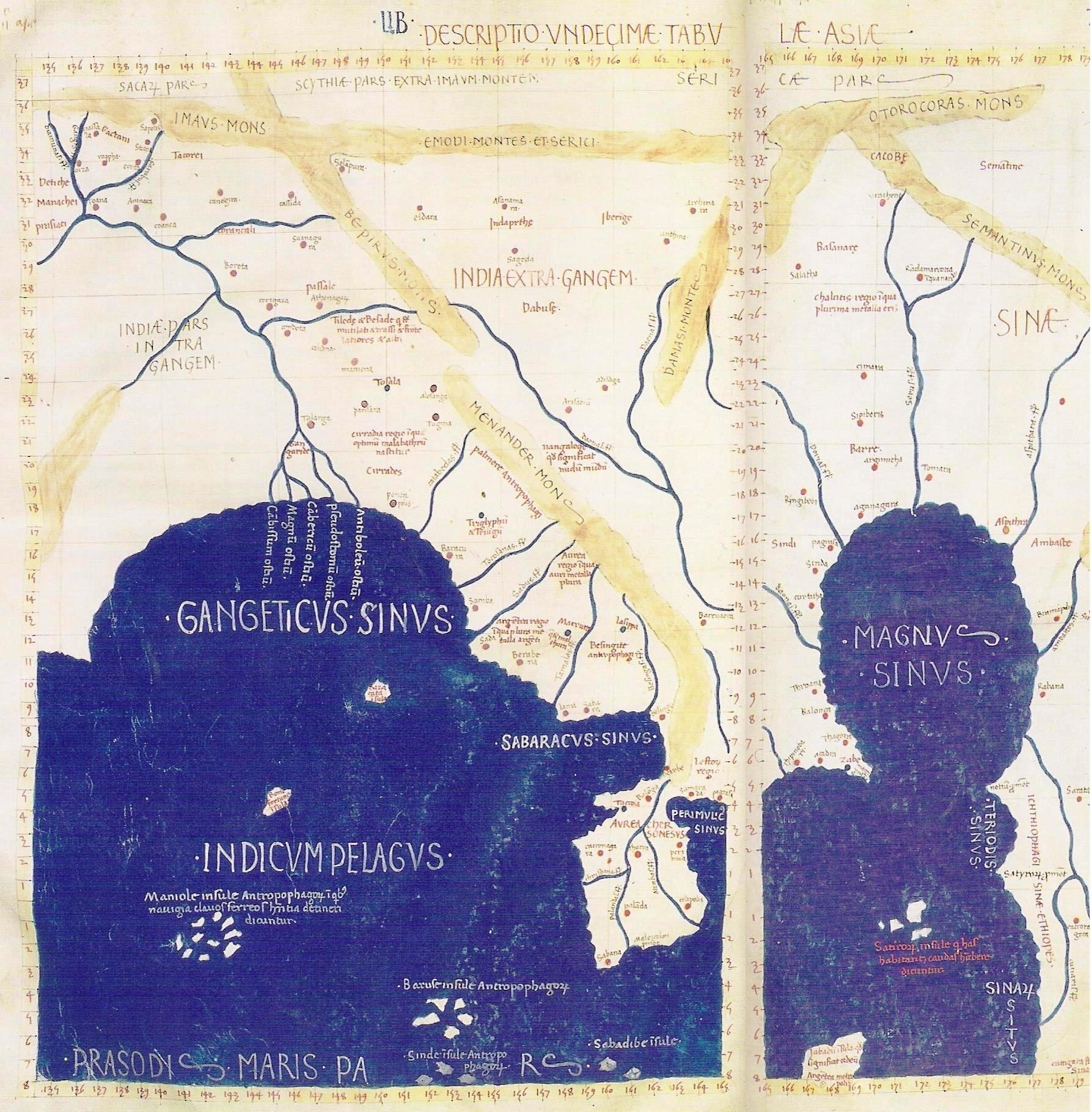
Азія на карті світу Птолемея. Камарупа там називається Кіррхадія

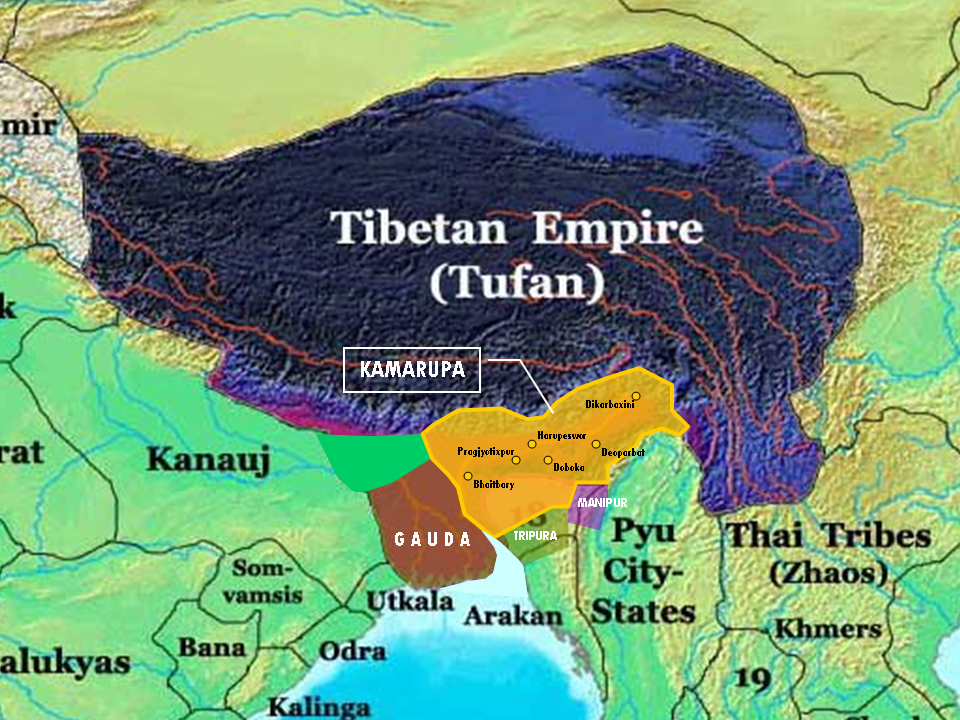
Царство Камарупа у VII—VIII століттях

Махабхарата і Рамаяна згадують ту область як Прагджьотіша.
Візантійський твір Періпл Еритрейського моря I століття й Географія Птолемея II століття називають ту область «Кіррхадія», де проживає народ кірата. Перша згадка саме Камарупи датована IV століттям у написах Самудрагупти. У VII столітті там був китайський паломник Сюаньцзан, який зустрічався з царем Бхаскараварманом і залишив детальний опис. Залишились також написи на мідних дисках різних правителів Камарупи й сусідніх царств.

## Межі
За відомостями Сюаньцзана й Каліка-пурани східною межею царства була річка Каратоя. Західним кордоном слугував храм Тамрешвари (сучасна Садія). Південна межа розташовувалась приблизно на кордоні округів Дакка й Міменсінгх у Бангладеш. До тієї області входила вся долина Брахмапутри й іноді навіть сучасний Бутан.
У XIII столітті царство розпалось. Серед окремих частин спочатку возвеличилось царство Камата, а пізніше — Агом.
1581 року цар Камати Наранараяна розділив царство на дві частини річкою Санкош. Такому розділу відповідає сучасний кордон між штатами Ассам і Західний Бенгал. 1602 року східне царство Коч зазнало атаки Мугалів, а 1615 року стало місцем боїв між мугалами й Агомом. Пізніше Агому вдалось витіснити мугалів й утримувати регіон до приходу англійців 1826 року.

## Державний устрій
Структура держава набула відомості завдяки написам на мідних табличках, що їх залишили царі Камарупи, й замітками Сюаньцзана.
Цар мав божественне походження. Незважаючи на це династія переривалась двічі. При дворі перебували вчителі, поети, науковці й лікарі, а також вищі чиновники двору. При царі існувла рада міністрів з касти брахманів, з якими цар радився.
Податки збирались з землі й торгівлі. Держава монопольно володіла мідними копальнями.
Браміни, а також монастирі та храми отримували території та села, а також ресурси. При цьому вони мали право збирати податки й отримувати прибуток з земель, а вони самі були звільнені від податків. На всій території вівся облік земель, що поділялись на приватні та пусті, останні перебували у колективній власності. Була також категорія землі, що вважалась непридатною та з неї не збирались податки.
Країна поділялась на адміністративні регіони, вкладені ієрархічно — бхукті, мандала, вішая, пура (місто) й агракара (група сіл). Регіонами керували губернатори й чиновники.

### ДинастіяВарман

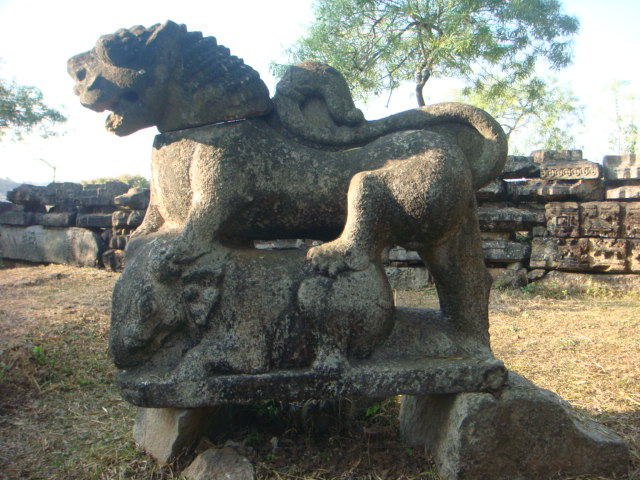
Ассамський лев, знайдений під час розкопок у Мадан Камдеві, від палацу Камарупа (IX—X століть)

Династію Варман заснував Пуш'яварман (350—374), здобувши перемоги над численними зовнішніми та внутрішніми ворогами. Його син Самудраварман (374—398) був визнаний царем-гегемоном навколишніми князями. Наступні царі намагались все більше зміцнювати й розширяти царство. Нараянаварман (494—518) і його син Бгутіварман (518—542) здійснювали ритуали ашвамедха (принесення у жертву коня). Відповідно до Нідханпурського напису Бхаскавармана, вони зайняли область Чандрапурі вісая, що відповідає сучасному округу Сілет у Бангладеш. Таким чином, невелике міцне царство Пуш'явармана зростало та поглинало малі царства і князівства на території Бангладеш.
Після зростання царства до правління Бгутівармана Камарупу атакував із заходу Ясодхарман (525—535), цар Малави.
Онук Бгутівармана, цар Стхітаварман (566—590), здобув перемогу над царем Гауду з Карнасуварни й організував дві церемонії ашвамедха. Його син Сустхітаварман (590—600) потрапив під атаку царя Махасенагупти зі Східної Малави. Заплутана система відношень, залежностей та альянсів варманських царів призводили до частих вторгнень. У даному випадку Камарупа перебувала у союзі з Маукхари проти Гаура, який був у союзі з Малавою. Сустхітаварман загинув під час вторгнення з Гаура, і обидва його сина Супратхістхіварман і Бхаскарварман були взяті у полон та вивезені до Гаура після атаки слонів. Вони змогли повернутись до свого царства, імовірно, після певних обіцянок про союзництво. Супратхістхіварман правив близько п’яти років (595—600) і помер, не залишивши нащадків.
Після Супратхістхівармана до влади прийшов його брат Бхаскарварман (600—650), правління якого було тривалим і блискучим. Про нього збереглось багато свідчень, оскільки його правління припало на подорож Сюаньцзана до Індії. Бхаскарварман зібрав значні сили та зміг вторгнутись до Гаура, де він колись був ув’язнений. Попередньо він уклав союз із царем Харшавардханою, який 606 року здійнявся на трон у місті Тханесар, після того як гаурський цар Шашанка убив його брата, попереднього царя. Харшавардхана зумів завоювати царство Маукхари, що втратило царя, і столицю було переміщено до Каннауджа. Укладення союзу між Бхаскарварманом і царством Харшавардхани призвело до того, що Гаур виявився затиснутим з двох боків та принаймні призвело до втрати території (хоч і не ясно, чи було завдано Гауру остаточної поразки). На Нідханпурській мідній пластинці було написано про перемогу та взяття столиці Гаура Карнасуварни (нині Муршидабад, Західний Бенгал).
Близько 643 року Сюаньцзана запросили до двору царя Бхаскарвармана. За повідомленнями Сюаньцзана, західним кордоном Камарупи була річка Каратоя. У супроводі царя Сюаньцзан вирушив до столиці Каннаудж, а звідти – до Праяги на велике релігійне свято. Імовірно Бхаскарварман мав відносини з Китаєм. Він заспівав Сюаньцзану китайської пісні династії Цзинь (265—420), що була популярною в Камарупі.

### ДинастіяМлеччха
Після смерті Бхаскарвармана владу отримав Салатскамба (655—670) з місцевого роду Млеччха (санскритом означає «низькородний», невірний). Столицею того царства стало місто Хадапешвара (нині село Дах Парбатья біля Тезпура). Про ту династію залишилось украй мало відомостей. Останнім правителем був Тьягасінгха (890—900).

### ДинастіяПала
Після смерті Тьягасінгхи, який не залишив спадкоємця, царем був обраний Брахмапала з родини Баума (900—920). Він був нащадком династії Пала, що походила від першого царя Ґопали.
Столицю було перенесено до Дурджаї, неподалік від сучасного міста Ґувахаті.
Останнім царем був Джаяпала (1075—1100). У той час Камарупу атакували представники західної гілки династії Пала на чолі з царем Гаура Рамапалою. Гаурський цар не зміг утримати Камарупу, і Тімг'ядева (1110—1126) якийсь час правив незалежно.
З того моменту почався занепад держави Камарупа. 1205 року туркоманський генерал Мухаммад-і-Бахтіяр проходив через Камарупу у поході проти Тибету. 1257 року Юзбак здобув перемогу над правителем Камарупи, але через сильні мусонні зливи не зміг утримати столицю й був убитий місцевим населенням.
У західній частині країни влада перейшла до племені Бодо, Куч і Меч, які входили до складу держави Камата. У центральному Ассамі піднялось царство Качарі, а на сході царство Чутія. У тому регіоні, між Качарі і Чутія, згодом виникла держава Агом.